# Chris Atkinson
Chris Atkinson (* 30. listopadu 1979 v Bega, Nový Jižní Wales, Austrálie) je australský rallyový závodník, mistr APRC z roku 2012 a dlouholetý jezdec týmu Subaru World Rally Team. Po konci Subaru v MS bylo pro Atkinsona obtížné sehnat angažmá.[zdroj⁠?!]
Titul v APRC získal ve spolupráci s MRF Tyres a týmem Škoda Motorsport.
Atkinson se též zúčaastnil okruhových závodů 24h Nürburgring (2006), 12h Bathurst (2007) a závodů Mini Challenge (2009).

## Výsledky

### WRC
| Rok  | Tým                            | Třída | Vůz                        | 1     | 2      | 3       | 4       | 5       | 6      | 7       | 8       | 9     | 10      | 11      | 12     | 13    | 14      | 15      | 16    | PJ  | Body |
| ---- | ------------------------------ | ----- | -------------------------- | ----- | ------ | ------- | ------- | ------- | ------ | ------- | ------- | ----- | ------- | ------- | ------ | ----- | ------- | ------- | ----- | --- | ---- |
| 2004 | Chris Atkinson                 | PWRC  | Subaru Impreza WRX STi     | MON   | SWE    | MEX     | NZL Ret | CYP     | GRE    | TUR     | ARG     | FIN 7 | GER     |         | GBR    | ITA   | FRA     | ESP     | AUS 1 | NC  | 0    |
| 2004 | Chris Atkinson                 | JWRC  | Suzuki Ignis S1600         |       |        |         |         |         |        |         |         |       |         | JPN 1   |        |       |         |         |       | NC  | 0    |
| 2005 | Subaru World Rally Team        | WRC   | Subaru Impreza WRC2004     | MON   | SWE 19 |         |         |         |        |         |         |       |         |         |        |       |         |         |       | 12. | 13   |
| 2005 | Subaru World Rally Team        | WRC   | Subaru Impreza WRC2005     |       |        | MEX Ret | NZL 7   | ITA 18  | CYP 10 | TUR 24  | GRE Ret | ARG 9 | FIN Ret | GER 11  | GBR 38 | JPN 3 | FRA Ret | ESP 9   | AUS 4 | 12. | 13   |
| 2006 | Subaru Rally Team Australia    | WRC   | Subaru Impreza WRC2005     | MON 6 |        |         | ESP 11  | FRA 13  |        |         |         | GER 8 |         |         |        |       |         |         |       | 10. | 20   |
| 2006 | Subaru World Rally Team        | WRC   | Subaru Impreza WRC2006     |       | SWE 11 | MEX 7   |         |         | ARG 6  | ITA 10  | GRE 11  |       | FIN 13  | JPN 4   | CYP 9  | TUR 6 | AUS 9   | NZL Ret | GBR 6 | 10. | 20   |
| 2007 | Subaru World Rally Team        | WRC   | Subaru Impreza WRC2006     | MON 4 | SWE 8  | NOR 19  |         |         |        |         |         |       |         |         |        |       |         |         |       | 7.  | 31   |
| 2007 | Subaru World Rally Team        | WRC   | Subaru Impreza WRC2007     |       |        |         | MEX 5   | POR Ret | ARG 7  | ITA 10  | GRE 6   | FIN 4 | GER 15  | NZL 4   | ESP 8  | FRA 6 | JPN Ret | IRE 42  | GBR 7 | 7.  | 31   |
| 2008 | Subaru World Rally Team        | WRC   | Subaru Impreza WRC2007     | MON 3 | SWE 21 | MEX 2   | ARG 2   | JOR 3   | ITA 6  |         |         |       |         |         |        |       |         |         |       | 5.  | 50   |
| 2008 | Subaru World Rally Team        | WRC   | Subaru Impreza WRC2008     |       |        |         |         |         |        | GRE Ret | TUR 13  | FIN 3 | GER 6   | NZL Ret | ESP 7  | FRA 6 | JPN 4   | GBR Ret |       | 5.  | 50   |
| 2009 | Citroën Junior Team            | WRC   | Citroën C4 WRC             | IRE 5 | NOR    | CYP     | POR     | ARG     | ITA    | GRE     | POL     | FIN   | AUS     | ESP     | GBR    |       |         |         |       | 14. | 4    |
| 2012 | Monster World Rally Team       | WRC   | Ford Fiesta RS WRC         | MON   | SWE    | MEX Ret | POR     | ARG     | GRE    | NZL     |         |       |         |         |        |       |         |         |       | 13. | 28   |
| 2012 | Qatar World Rally Team         | WRC   | Citroën DS3 WRC            |       |        |         |         |         |        |         | FIN 39  |       |         |         |        |       |         |         |       | 13. | 28   |
| 2012 | WRC Team Mini Portugal         | WRC   | Mini John Cooper Works WRC |       |        |         |         |         |        |         |         | GER 5 | GBR 11  | FRA 8   | ITA 6  | ESP 7 |         |         |       | 13. | 28   |
| 2013 | Abu Dhabi Citroën Total WRT    | WRC   | Citroën DS3 WRC            | MON   | SWE    | MEX 6   | POR     | ARG     | GRE    | ITA     | FIN     | GER   | AUS     | FRA     | ESP    | GBR   |         |         |       | 16. | 8    |
| 2014 | Hyundai Shell World Rally Team | WRC   | Hyundai i20 WRC            | MON   | SWE    | MEX 7   | POR     | ARG     | ITA    | POL     | FIN     | GER   | AUS 10  | FRA     | ESP    | GBR   |         |         |       | 18. | 7    |

### APRC
| Rok  | Tým                     | Vůz                     | 1     | 2       | 3       | 4       | 5       | 6     | 7     | APRC     | Body |
| ---- | ----------------------- | ----------------------- | ----- | ------- | ------- | ------- | ------- | ----- | ----- | -------- | ---- |
| 2003 | Suzuki Sport            | Suzuki Ignis S1600      | AUS 4 | NZL Ret | JPN 3   | THA 5   | IND 6   |       |       | 5.       | 18   |
| 2004 | Monster Sport Australia | Suzuki Ignis S1600      | AUS 4 | NCL 3   | NZL 6   | JPN 2   | CHI Ret | IND   |       | 5.       | 27   |
| 2010 | Proton R3 Malaysia      | Proton Satria Neo S2000 | MAL 4 | JPN Ret | NZL Ret | AUS Ret | NCL     | IDN   | CHN 2 | 5.       | 48   |
| 2011 | Proton Motorsports      | Proton Satria Neo S2000 | MAL 1 | AUS Ret | NCL 1   | NZL 1   | JPN Ret | CHN 2 |       | 2. místo | 139  |
| 2012 | Škoda Team MRF          | Škoda Fabia S2000       | NZL 1 | NCL 2   | AUS 1   | MYS 2   | JPN     | CHN 2 |       | 1. místo | 154  |

### Global Rallycross Championship

#### Supercar
| Rok  | Tým                   | Vůz                    | 1     | 2    | 3      | 4      | 5      | 6      | 7       | 8     | 9     | 10     | 11     | 12    | GRC | Body |
| ---- | --------------------- | ---------------------- | ----- | ---- | ------ | ------ | ------ | ------ | ------- | ----- | ----- | ------ | ------ | ----- | --- | ---- |
| 2016 | Subaru Rally Team USA | Subaru Impreza WRX STi | PHO1  | PHO2 | DAL    | DAY1   | DAY2   | MCAS1  | MCAS2 C | DC    | AC 11 | SEA 6  | LA1 7  | LA2 7 | 11. | 88   |
| 2017 | Subaru Rally Team USA | Subaru Impreza WRX STI | MEM 9 | LOU  | THO1 7 | THO2 3 | OTT1 4 | OTT2 9 | INDY 8  | AC1 9 | AC2 4 | SEA1 3 | SEA2 5 | LA 9  | 7.  | 585  |